# 업 (1988년 영화)
"업"은 1988년에 개봉한 대한민국의 영화이며 전생의 소행으로 말미암아 현세에 받은 응보(應報)를 이야기의 원천으로 삼았는데  강수연이 분한 구산댁 역은 당초 이미숙이 낙점됐으나 가슴 노출 장면 때문에 거절했고 개봉당일(토요일)과 일요일, 월요일인 석가탄신일에만 관객이 반짝했을 뿐, 그 다음날부터 극장 앞이 썰렁해져 흥행에 실패했다.

## 캐스팅
- 강수연 : 구산댁
- 김영철 : 구산
- 남궁원 : 허사또
- 민복기
- 변희봉
- 양택조
- 김윤경
- 한태일
- 최재호
- 주상호
- 한국남
- 박민호
- 정규영
- 박광진
- 임해림
- 윤일주
- 김기범
- 박달
- 박용팔
- 한명환
- 마도식
- 김춘식
- 김애라
- 나정옥
- 송희연
- 석인수
- 전숙
- 문미봉
- 박예숙
- 정미경
- 강희주
- 조영이
- 조윤선
- 양세윤
- 김희영
- 이선주
- 김경란